# HD 143436
HD 143436 — карликовая звезда главной последовательности в созвездии Змеи, находящаяся на расстоянии около 150 световых лет от Солнца.
Температура, вращение, масса и металличность звезды очень близки к солнечным. Единственным заметным отличием является примерно в шесть раз большее количество лития по сравнению с Солнцем.
Средняя пространственная скорость звезды имеет компоненты U = −19.2 км/с (движется в направлении от галактического центра), V = −38.6 км/с (движется против галактического вращения) и W = −7.0 км/с (движется в направлении галактического южного полюса).